# Когомологія пучків
Когомологія пучків — результат використання гомологічної алгебри для дослідження глобальних перетинів пучків. Грубо кажучи, когомології пучків описують перешкоди до глобального вирішення геометричної проблеми, коли вона може бути вирішена локально.
Пучки, когомології пучків і спектральні послідовності були винайдені Жаном Лере, коли він перебував у таборі військовополонених в Австрії.  Означення Лере були спрощені і переосмислені в 50-і роки. Стало зрозуміло, що когомології пучків не лише дають новий підхід до побудови теорії когомологій в алгебричній топології але є потужним методом у комплексній геометрії і алгебричній геометрії. У цих областях часто потрібно побудувати глобальні функції з заданими локальними властивостями, і когомології пучків прекрасно пристосовані для таких завдань. Багато більш ранніх результатів, таких як теорема Рімана — Роха і теорема Ходжа були узагальнені завдяки когомології пучків.

## Означення
Категорія пучків абелевих груп на топологічному просторі X є абелевою категорією, тому має зміст питання, коли морфізм пучків  f: B  → C є ін'єктивним (мономорфізмом) або сюр'єктивним (епіморфізмом). Одна з можливих відповідей полягає в тому, що f є ін'єктивним (відповідно, є сюр'єктивним) тоді і тільки тоді, коли індукований гомоморфізм шарів Bx → Cx є ін'єктивним (відповідно, є сюр'єктивним) для кожної точки x в X. З цього випливає, що f є ін'єктивним тоді і тільки тоді, коли гомоморфізм B (U) → C (U) груп перетинів над U є ін'єктивним для кожної відкритої множини U в X. Ситуація з сюр'єктивністю є складнішою: морфізм f є сюр'єктивним тоді і тільки тоді, коли для кожної відкритої множини U в X, кожного перетину s пучка C над U і кожної точки x в U існує відкритий окіл V точки x в U, такий, що s, обмежений на V є образом деякого перетину B над V.
Виникає питання: для даної сюр'єкції  f: B  → C і перетину s пучка C над X, коли s є образом перетину B над X? Це питання є типовим для всіх глобальних задач в геометрії. Когомології пучків дають задовільну загальну відповідь. А саме, нехай A — ядро сюр'єкції B → C, що включається в коротку точну послідовність
{\displaystyle 0\to A\to B\to C\to 0}
пучків на X. Тоді існує довга точна послідовність абелевих груп, що називаються групами когомологій пучка:
{\displaystyle 0\to H^{0}(X,A)\to H^{0}(X,B)\to H^{0}(X,C)\to H^{1}(X,A)\to \cdots ,}
де H0(X, A) — група A(X) глобальних перетинів A над X. Наприклад, якщо група H1(X, A) є нульовою, то з цієї точної послідовності випливає, що кожен глобальний перетин C піднімається до глобального перетину B. Більш загально, ця точна послідовність робить вивчення вищих груп когомологій основним інструментом для розуміння перетинів пучків.
Означення когомологій пучків, дане Гротендіком, що стало стандартним, використовує мову гомологічної алгебри. Його істотний момент полягає в тому, щоб зафіксувати топологічний простір X і розглядати когомології як функтором із категорії пучків абелевих груп на X в категорію абелевих груп. А саме, розглянемо функтор E ↦ E(X) з пучків абелевих груп на X в абелеві групи. Цей функтор є точним зліва, але, в загальному випадку, не точним справа. Групи Hi(X, E) для цілих j за означенням є правими похідними функторами функтора E ↦ E(X). З цього автоматично випливає, що Hi(X, E) є рівною нулю при i < 0, і що H0(X,E) — група глобальних перетинів E(X).
Означення похідних функторів використовує той факт, що в категорії пучків абелевих груп на довільному топологічному просторі X є досить багато ін'єктивних об'єктів; іншими словами, для будь-якого пучка E існує ін'єктивний пучок I і ін'єктивний морфізм E → I.  З цього випливає, що для будь-якого пучка E існує ін'єктивна резольвента:
{\displaystyle 0\to E\to I_{0}\to I_{1}\to I_{2}\to \cdots .}
Групи когомологій пучка H i (X, E) — групи когомологій (ядро гомоморфізму по модулю образу попереднього гомоморфізму) комплексу абелевих груп:
{\displaystyle 0\to I_{0}(X)\to I_{1}(X)\to I_{2}(X)\to \cdots .}
Стандартними міркуваннями з гомологічної алгебри доводиться, що ці групи когомологій не залежать від вибору ін'єктивної резольвенти E.
Це означення рідко використовується безпосередньо для обчислення когомологій пучків. Проте, воно є досить загальним (будь-який пучок на будь-якому топологічному просторі) і з нього легко випливають формальні властивості когомоолгій пучків, такі як наведена вище довга точна послідовність. Для конкретних класів просторів або пучків існує безліч інструментів для обчислення когомологій, деякі з яких описані нижче.

## Когомології з постійними коефіцієнтами
Для топологічного простору X і абелевої групи A сталим пучком A X називається пучок локально постійних функцій зі значеннями в A. Групи когомологій пучків Hj(X, AX) часто позначають просто як Hj(X,A), якщо це не викликає плутанини з іншими видами когомологій, такими як сингулярні когомології. Когомології пучків зі сталими коефіцієнтами утворюють контраваріантний функтор з топологічних просторів в абелеві групи.
Для будь-яких просторів X і Y і абелевої групи A, гомотопні відображення f і g з X в Y індукують однакові гомоморфізми когомологій пучків: 
{\displaystyle f^{*}=g^{*}:H^{j}(Y,A)\to H^{j}(X,A).}
З цього випливає, що гомотопно еквівалентні простори мають ізоморфні пучкові когомології з постійними коефіцієнтами.
Нехай X — паракомпактний гаусдорфів простір, що є локально стягуваним, в тому сенсі, що кожен відкритий окіл U довільної точки x містить відкритий окіл V точки x, для якого вкладення V → U є гомотопним постійному відображенню. Тоді сингулярні когомології X з коефіцієнтами в абелевій групі A є ізоморфними когомології пучків H*(X,AX). Зокрема, це вірно, якщо X — топологічний многовид або CW-комплекс.

## В'ялі і м'які пучки
Пучок абелевих груп E на топологічному просторі X називається ациклічним, якщо Hj(X, E) = 0 для всіх j > 0. З довгої точної послідовності когомологій пучків випливає, що когомології будь-якого пучка можна обчислювати за допомогою ациклічної резольвенти (замість ін'єктивної резольвенти). Ін'єктивні пучки є ациклічними але для обчислень корисно мати інші приклади ациклічних пучків.
Пучок E на X називається в'ялим, якщо будь-який перетин E на відкритій підмножині X може бути продовженим до перетину на всьому X. В'ялі пучки є ациклічними.  Роже Годеман визначав когомології пучків за допомогою так званої канонічної резольвенти, що складається з в'ялих пучків. Оскільки в'ялі пучки є ациклічними, означення Годемана узгоджується з означенням, даним вище. 
Пучок E на паракомпактному гаусдорфовому просторі X називається м'яким, якщо будь-який перетин обмеження E на замкнуту підмножину X може бути продовженим до перетину E на усьому X. М'які пучки є ациклічними. 
Прикладами м'якого пучка є пучок дійснозначних неперервних функцій на паракомпактному гаусдорфовому просторі і пучок гладких (C∞) функцій на диференційовному многовиді. Більш загально, будь-який пучок модулів над м'яким пучком комутативних кілець є м'яким, наприклад пучок гладких перетинів векторного розшарування над гладким многовидом є м'яким.
Ці результати, зокрема, утворюють частину доведення теореми де Рама. Для гладкого многовиду X лема Пуанкаре стверджує, що комплекс де Рама є резольвентою постійного пучка RX :
{\displaystyle 0\to \mathbf {R} _{X}\to \Omega _{X}^{0}\to \Omega _{X}^{1}\to \cdots ,}
де Ω X j — пучок гладких диференціальних j-форм і відображення ΩXj → ΩXj + 1 — зовнішній диференціал d. З наведених вище результатів випливає, що пучки ΩXj є м'якими і, отже, ациклічними. З цього випливає, що пучкові когомології X з дійсними коефіцієнтами є ізоморфними когомологіям де Рама X, заданим як когомології комплексу дійсних векторних просторів:
{\displaystyle 0\to \Omega _{X}^{0}(X)\to \Omega _{X}^{1}(X)\to \cdots .}
Інша частина теореми де Рама ідентифікує пучкові і сингулярні когомології X з дійсними коефіцієнтами: це є справедливим і в більш загальному випадку.

## Когомології Чеха
когомологій Чеха — наближення до когомологій пучків, часто корисне для обчислень. А саме, нехай {\displaystyle {\mathcal {U}}=\{U_{\alpha }\}} — відкрите покриття простору X попарно різними множинами {\displaystyle U_{\alpha }}, {\displaystyle E} — пучок на X. Позначимо {\displaystyle U_{\alpha _{0}\ldots \alpha _{k}}=U_{\alpha _{0}}\cap \ldots \cap U_{\alpha _{k}}}. Коланцюг {\displaystyle c^{k}\in C^{k}({\mathcal {U}},E)} зіставляє впорядкованого набору {\displaystyle U_{\alpha _{0}},\ldots ,U_{\alpha _{k}}} елемент {\displaystyle c^{k}(U_{\alpha _{0}},\ldots ,U_{\alpha _{k}})\in E(U_{\alpha _{0}\ldots \alpha _{k}})}. Кограничний гомоморфізм задається формулою
{\displaystyle (\delta c^{k})(U_{\alpha _{0}},\ldots ,U_{\alpha _{k+1}})=\sum _{i=0}^{k+1}(-1)^{i}c^{k}(U_{\alpha _{0}},\ldots {\hat {U}}_{\alpha _{i}},\ldots U_{\alpha _{k+1}})|_{U_{\alpha _{0}\ldots \alpha _{k+1}}}.}
Проста стандартна перевірка показує, що {\displaystyle \delta \delta =0}. Це дозволяє ввести групу когомологій {\displaystyle H^{k}({\mathcal {U}},E)} — когомологій Чеха покриття {\displaystyle {\mathcal {U}}} з коефіцієнтами в пучку {\displaystyle E}. 
Існує природний гомоморфізм {\displaystyle H^{j}({\mathcal {U}},E)\to H^{j}(X,E)}. Таким чином, когомологій Чеха є наближенням до когомологій пучків, що використовують тільки перетини {\displaystyle E} на перетинах скінченних підмножин відкритих множин {\displaystyle U_{\alpha }}.
Якщо будь-який скінченний перетин V відкритих множин {\displaystyle U_{\alpha }} не має вищих когомологій з коефіцієнтами в E, тобто Hj (V, E) = 0 для всіх j> 0, то гомоморфізм з когомологій Чеха {\displaystyle H^{j}({\mathcal {U}},E)} в когомології пучків є ізоморфізмом. 
Інший підхід до зв'язку когомологій Чеха з когомологіями пучків полягає в наступному. Групи когомологій Чеха {\displaystyle {\check {H}}^{j}(X,E)} визначаються як індуктивна границя {\displaystyle H^{j}({\mathcal {U}},E)} за всіма відкритими покриттями {\displaystyle {\mathcal {U}}} (де покриття впорядковані по відношенню подрібнення). Існує гомоморфізм {\displaystyle {\check {H}}^{j}(X,E)\to H^{j}(X,E)} з когомологій Чеха в когомології пучків, який є ізоморфізмом при j ≤ 1. для довільних топологічних просторів когомології Чеха можуть відрізнятися від когомологій пучків для вищих ступенів. Однак вони є ізоморфними для будь-якого пучка на паракомпактному гаусдорфовому просторі. 